# Partula clara
Espèce
Synonymes
- Partula clara angusta Crampton, 1916[1]
- Partula clara minor Crampton, 1916[1]
- Partula clara parva Crampton, 1916[1]
- Partula clara prima Crampton, 1916[1]

Statut de conservation UICN

 CR B2ab(ii,iv) : 
En danger critique
Partula clara est une espèce d'escargots terrestres de la famille des Partulidae. Endémique à la Polynésie française, cette espèce est menacée de disparition.